# Holinergični receptor
Holinergični (ali acetilholinski) receptorji so receptorji v holinergičnem sistemu, na katerega se fiziološko veže acetilholin.

## Razvrstitev
Na splošno se delijo na nikotinske in muskarinske receptorje. Nikotinski receptorji N1 se nahajajo v avtonomnih ganglijih in sredici nadledvičnice, N2 pa v skeletnem mišičju, medtem ko so muskarinski receptorji nadalje razvrščeni na podtipe M1–M5 in so razširjeni v osrednjem živčevju. M1 so prisotni v avtonomnem živčevju, striatumu, možganski skorji in hipokampusu, M2 pa v avtonomnem živčevju, srcu, gladkem mišičju črevesja, ponsu, podaljšani hrbtenjači in malih možganih. 

### Nikotinski receptorji
Nikotinski receptorji so neposredno povezani z ionskim kanalčkom za katione in omogočajo hitro ekscitatorno sinaptično prevajanje v živčno-mišičnih stikih, avtonomnih ganglijih in v osrednjem živčevju. Nadalje jih delimo na mišične in živčne nikotinske receptorje, ki se med seboj razlikujejo v morfologiji in farmakologiji.

### Muskarinski receptorji
Muskarinski receptorji so sklopljeni z beljakovino G in povzročajo aktivacijo fosfolipaze C (in s tem tvorbo sekundarnih obveščevalcev IP3 in DAG), zaviranje adenilat-ciklaze in aktivacijo kalijevih kanalčkov ali zaviranje kalcijevih kanalčkov. Vse podtipe muskarinskih receptorjev (najbolj preučeni so M1 – živčni muskarinski receptorji, M2 – srčni muskarinski receptorji, M3 – žlezni muskarinski receptorji) se aktivirajo z vezavo acetilholina, blokirajo pa z atropinom.